# Kupferroter Gelbfuß
Der Kupferrote Gelbfuß (Chroogomphus rutilus, Syn.: Gomphidius viscidus) ist eine Pilzart aus der Familie der Schmierlingsverwandten. Er lebt mit Kiefern in Symbiose.

## Merkmale

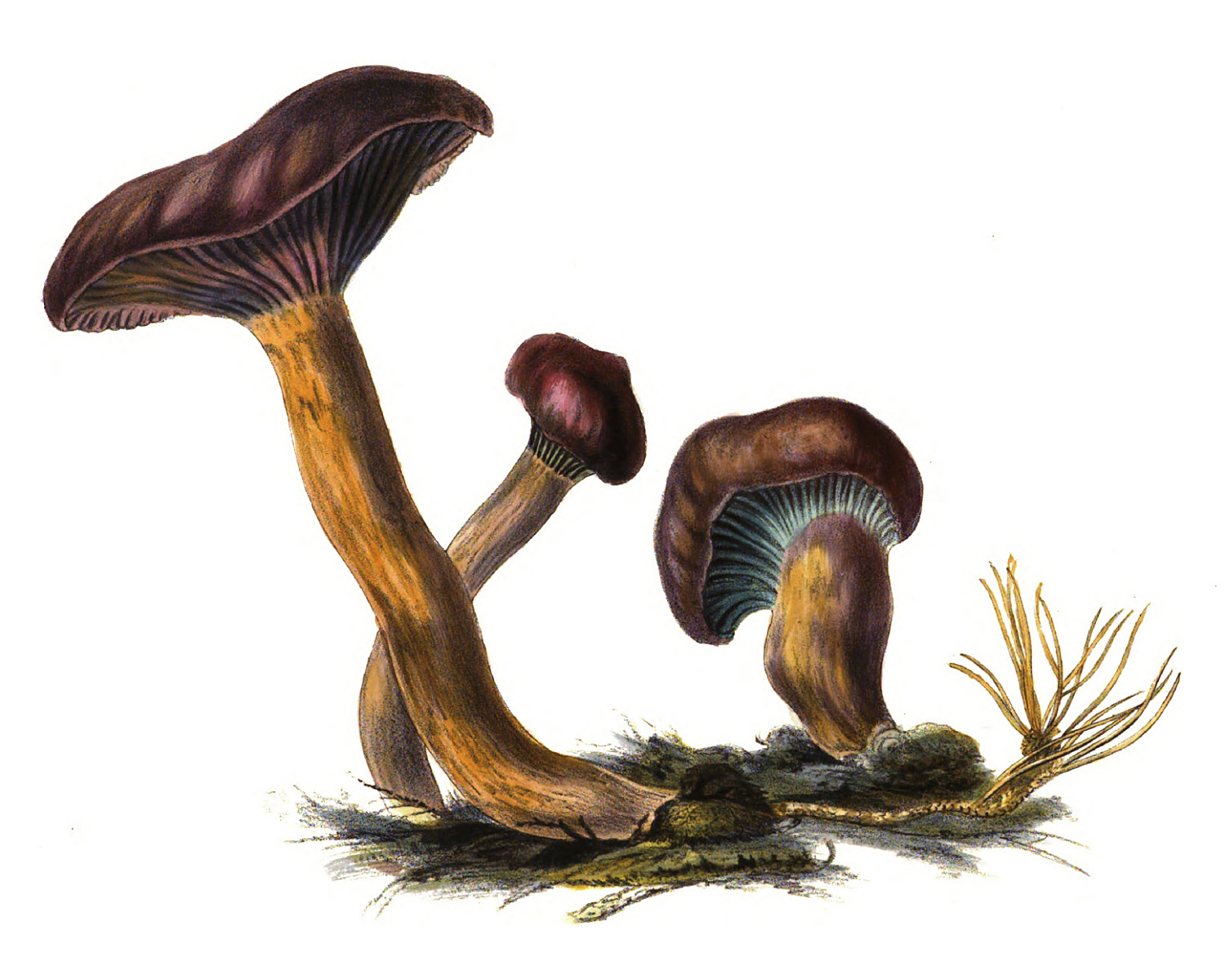
Farbtafel des Kupferroten Gelbfußes aus Thomas John Husseys Illustrations of British mycology, 2. Auflage (1865)

### Makroskopische Merkmale
Der Hut des Kupferroten Gelbfußes ist orangebräunlich bis kupferrötlich und hat einen Durchmesser von 1,5 bis 10 cm, die Größe ist sehr variabel. In der Hutmitte befindet sich stets eine spitzige Papille, die auch im Alter noch sichtbar ist. Bei Feuchtigkeit ist die Huthaut stark schmierig, bei Trockenheit matt glänzend. Die anfänglich orangerötlich gefärbten Lamellen werden im Alter dunkel purpurbraun; sie laufen kurz am Stiel herab, sind dick und entfernt stehend. Im jungen Zustand werden sie von einem flockig-zartfaserigen Velum bedeckt. Dieses hinterlässt manchmal eine Ringzone am Stiel, worin sich das schwärzliche oder dunkel olivbraune Sporenpulver verfängt. Der Stiel ist gelb- bis orangebräunlich oder kupferfarben mit Faserung und hat eine dunkelgelbe Basis. Gegen die Basis hin ist er zugespitzt. Schneidet man den Stiel auf, wird das safrangelbe Fleisch sichtbar, das in der Basis chromgelb und im Alter weinrötlich erscheint. Es riecht und schmeckt unspezifisch.

### Mikroskopische Merkmale
Die länglich-spindelig geformten Sporen haben eine glatte Oberfläche. Sie haben keinen Keimporus und sind 17–23 × 5,5–7 µm groß. Die stattlichen Cheilozystiden sind dickwandig (Wand bis 3 µm), zylindrisch-spindelig geformt und farblos. Die Lamellentrama ist amyloid. Die Hutdeckschicht ist gelifiziert.

## Artabgrenzung
Der Kupferrote Gelbfuß kann mit dem Filzigen Gelbfuß (Chroogomphus helveticus) verwechselt werden. Er unterscheidet sich durch die erst im Alter rötlichen Hutfarben und eine filzige, trockene Hutoberfläche.
Es gibt noch weitere Gelbfüße, die noch relativ unbekannt, dem Kupferroten Gelbfuß ähnlich sind und teilweise nicht von diesem unterschieden bzw. unter „Chroogomphus rutilus agg.“ zusammengefasst wurden. Chroogomphus mediterraneus unterscheidet sich durch eine hauptsächlich inamyloide Lamellentrama. Chroogomphus purpurascens unterscheidet sich durch dünn- bis schwach dickwandige Zystiden mit bis zu 1 µm dicker Wand. Chroogomphus fulmineus und Chroogomphus subfulmineus unterscheiden sich durch rötliche Flecken an der Stielbasis und dunkel olives bis schwärzliches Fleisch in der Stielbasis.
Speisepilzsammler sollten die Art nicht mit Schleierlingen wie dem tödlich giftigen Spitzgebuckelten Raukopf (Cortinarius rubellus) verwechseln. Dieser hat rostbraunes Sporenpulver, einen schwachen Rettichgeruch und kein gelbes Fleisch in der Stielbasis.

## Ökologie und Phänologie
Der Kupferrote Gelbfuß ist ein Mykorrhizapilz, bevorzugte Partner sind Kiefern oder andere Koniferen. In deren Nähe erscheinen von Juli bis Oktober die Fruchtkörper. Der Kupferrote Gelbfuß hat keine besonderen Bodenansprüche, vielleicht auch deshalb ist er recht häufig und weit verbreitet. In der Schweiz ist er vor allem im Jura und in tieferen Lagen sehr häufig, einzelne Funde wurden aber auch schon auf 2100 Metern über Meer gemacht.

## Bedeutung
Der Kupferrote Gelbfuß ist essbar, sein Fleisch läuft beim Erhitzen kupferrot an.